# Guvernul Mihai Tudose
Guvernul Mihai Tudose a fost cel de-al 127-lea guvern al României, condus de Mihai Tudose, care a preluat funcția de prim-ministru al României la 29 iunie 2017. Avea 27 de mandate, iar 16 dintre miniștri au făcut parte și din guvernul Sorin Grindeanu, demis de parlament în urma unui conflict între premier și Liviu Dragnea.
Guvernul s-a aplecat mai mult asupra unor modificări în sistemul fiscal, crescând contribuțiile la asigurările sociale ce trebuie să fie plătite statului de cei care derulează contracte de muncă. Măsurile guvernului au luat prin surprindere mediul de afaceri și au creat impredictibilitate a mediului fiscal. În paralel, Guvernul a renunțat să mai promoveze prin ordonanță de urgență modificări ale legislației penale care au atras nemulțumirea maselor populare, și a lăsat Parlamentul să-și asume operarea lor. Împreună cu faptul că prim-ministrul a revocat din funcție doi miniștri apropiați președintelui PSD, Liviu Dragnea, deoarece erau urmăriți penal, plus ministrul transporturilor cu care avusese o relație tensionată până atunci, aceasta a creat un conflict între șeful guvernului și șeful principalului partid din coaliția de guvernare, conflict care a dus la retragerea sprijinului partidului și la demisia prim-ministrului în 16 ianuarie 2018.

## Componența
Guvernul a avut următoarea alcătuire:
| Minister                                                                | Nume                         | Partid      | În funcție din     | Până la                                   |
| ----------------------------------------------------------------------- | ---------------------------- | ----------- | ------------------ | ----------------------------------------- |
| Prim-ministru                                                           | Mihai Tudose                 | PSD         | 29 iunie 2017      | 16 ianuarie 2018                          |
| Vicepremier fără portofoliu                                             | Marcel Ciolacu               | PSD         | 29 iunie 2017      | 16 ianuarie 2018                          |
| Ministrul dezvoltării regionale și administrației publice (vicepremier) | Sevil Shhaideh               | PSD         | 29 iunie 2017      | 12 octombrie 2017                         |
| Ministrul dezvoltării regionale și administrației publice (vicepremier) | Paul Stănescu                | PSD         | 17 octombrie 2017  | activitate continuată în guvernul următor |
| Ministrul mediului și schimbărilor climatice (vicepremier)              | Grațiela-Leocadia Gavrilescu | ALDE        | 29 iunie 2017      | 29 ianuarie 2018                          |
| Ministrul Afacerilor Interne                                            | Carmen Daniela Dan           | PSD         | 29 iunie 2017      | activitate continuată în guvernul următor |
| Ministrul Finanțelor Publice                                            | Ionuț Mișa                   | PSD         | 29 iunie 2017      | 29 ianuarie 2018                          |
| Ministrul Agriculturii și Dezvoltării Rurale                            | Petre Daea                   | PSD         | 29 iunie 2017      | activitate continuată în guvernul următor |
| Ministrul Afacerilor Externe                                            | Teodor Meleșcanu             | ALDE        | 29 iunie 2017      | activitate continuată în guvernul următor |
| Ministrul Apărării Naționale                                            | Adrian Țuțuianu              | PSD         | 29 iunie 2017      | 5 septembrie 2017                         |
| Ministrul Apărării Naționale                                            | Mihai Fifor                  | PSD         | 12 septembrie 2017 | activitate continuată în guvernul următor |
| Ministrul Justiției                                                     | Tudorel Toader               | Independent | 29 iunie 2017      | activitate continuată în guvernul următor |
| Ministrul Economiei                                                     | Mihai Fifor                  | PSD         | 29 iunie 2017      | 12 septembrie 2017                        |
| Ministrul Economiei                                                     | Gheorghe Șimon               | PSD         | 12 septembrie 2017 | 29 ianuarie 2018                          |
| Ministrul comunicațiilor și societății informaționale                   | Lucian Șova                  | PSD         | 29 iunie 2017      | 29 ianuarie 2018                          |
| Ministrul Sănătății                                                     | Florian Dorel Bodog          | PSD         | 29 iunie 2017      | 29 ianuarie 2018                          |
| Ministrul Educației Naționale                                           | Liviu Pop                    | PSD         | 29 iunie 2017      | 29 ianuarie 2018                          |
| Ministrul Muncii și Justiției Sociale                                   | Lia Olguța Vasilescu         | PSD         | 29 iunie 2017      | activitate continuată în guvernul următor |
| Ministrul Fondurilor Europene                                           | Rovana Plumb                 | PSD         | 29 iunie 2017      | 12 octombrie 2017                         |
| Ministrul Fondurilor Europene                                           | Marius Nica⁠(d)               | PSD         | 17 octombrie 2017  | 29 ianuarie 2018                          |
| Ministrul Transportului și Infrastructurii                              | Alexandru-Răzvan Cuc         | PSD         | 29 iunie 2017      | 12 octombrie 2017                         |
| Ministrul Transportului și Infrastructurii                              | Felix Stroe                  | PSD         | 17 octombrie 2017  | 29 ianuarie 2018                          |
| Ministrul Culturii                                                      | Lucian Romașcanu             | PSD         | 29 iunie 2017      | 29 ianuarie 2018                          |
| Ministrul Tineretului și Sportului                                      | Marius-Alexandru Dunca       | PSD         | 29 iunie 2017      | 29 ianuarie 2018                          |
| Ministrul Energiei                                                      | Toma-Florin Petcu            | ALDE        | 29 iunie 2017      | 29 ianuarie 2018                          |
| Ministrul Turismului                                                    | Mircea-Titus Dobre           | PSD         | 29 iunie 2017      | 29 ianuarie 2018                          |
| Ministrul Cercetării și Inovării                                        | Lucian Georgescu             | PSD         | 29 iunie 2017      | 29 ianuarie 2018                          |
| Ministrul Apelor și Pădurilor                                           | Doina Pană                   | PSD         | 29 iunie 2017      | 4 ianuarie 2018                           |
| Ministrul pentru Mediul de Afaceri, Comerț și Antreprenoriat            | Ilan Laufer                  | PSD         | 29 iunie 2017      | 29 ianuarie 2018                          |
| Ministru delegat pentru relația cu Parlamentul                          | Viorel Ilie                  | ALDE        | 29 iunie 2017      | activitate continuată în guvernul următor |
| Ministru delegat pentru românii de pretutindeni                         | Andreea Păstârnac⁠(d)         | PSD         | 29 iunie 2017      | 29 ianuarie 2018                          |
| Ministrul delegat pentru Afaceri Europene                               | Victor Negrescu              | PSD         | 29 iunie 2017      | activitate continuată în guvernul următor |
| Ministru delegat pentru dialog social                                   | Gabriel Petrea               | PSD         | 29 iunie 2017      | 22 ianuarie 2018                          |